# نولاتور

نماد الکترونیکی نولاتور

در الکترونیک، یک نولاتور (به انگلیسی: Nullator) منبعی خطی، زمان-ناوردای یک-درگاهی فرضی است تعریف‌شده به‌صورتی که دارای جریان و ولتاژ صفر در پایه‌های آن است. نولاتورها از این نظر عجیب هستند که به‌طور هم‌زمان دارای خواص اتصال کوتاه (ولتاژ صفر) و یک مدار باز (جریان صفر) هستند. آن‌ها نه منبع جریان هستند و نه ولتاژ، با‌این‌حال هردو در یک زمان هستند.
قراردادن نولاتور در یک مدار شماتیک محدودیت ریاضی را بر نحوه رفتار آن مدار تحمیل می‌کند و خود مدار را مجبور می‌کند تا هر ترتیبی که برای رفع این شرط لازم باشد اتخاذ کند. به عنوان مثال، ورودی‌های یکتقویت‌کننده عملیاتی ایدئال (با بازخورد منفی) مانند نولاتور رفتار می‌کنند، زیرا هیچ جریانی نمی‌کشد و هیچ ولتاژی در دوسر آنها وجود ندارد، و این شرایط برای تجزیه و تحلیل مدار پیرامون تقویت‌کننده عملیاتی استفاده می‌شود.
نولاتور به‌طور معمول با نوراتور جفت‌شده و یک نولور ایجاد می‌کند.
دو مورد جزئی قابل ذکر است: یک نولاتور به موازی با یک هیچگر معادل اتصال کوتاه (ولتاژ صفر درهر جریانی) است و یک نولاتور در سری با یک هیچگر یک مدار باز (جریان صفر، درهر ولتاژی) است.